# الحريزات الشرقية
قرية الحريزات الشرقية هي إحدى القرى التابعة لمركز المنشأة بمحافظة سوهاج في جمهورية مصر العربية. حسب إحصاءات سنة 2006، بلغ إجمالي السكان في الحريزات الشرقية 6092 نسمة، منهم 3059 رجل و3033 امرأة.